# John Bergman & Son
John Bergman & Son Mekanisk Verkstad AB var ett svenskt familjeägt mekanisk verkstadsföretag i Motala, som är känt för sin tillverkning av industrilok fram till mitten av 1950-talet. 
John Bergman & Son grundades 1923 av John Bergman i Motala i en fabrikslokal på Verkstadsön i Motala, vilken hade byggts i slutet av 1800-talet och tidigare använts som stall. Som mest arbetade 25 personer i verkstaden under 1930-talet.
Han son Bertil Bergman övertog så småningom företaget, vilket har drivits vidare under ledning av dennes son Tomas Bergman som Bergmans Mekaniska AB.

## Industrilok
Det första industriloket levererades 1930 till Lemunda sandstensbrott och var byggt på ramen på ett lok från Puch-Werke. Sammanlagt tillverkades omkring 48 lok, framför allt mellan 1939 och 1955. Det sist tillverkade loket var ett normalspårigt lok till Vieille Montagne i Åmmeberg (Åmmebergs järnväg) 1955. De flesta loken var annars för smalspårsjärnväg på mellan 500 och 693 millimeter. Typiska kunder var tegelbruk, torvtäktsföretag, järnverk, skogsindustriföretag samt kalk- och sandstensbrott.
Loket med tillverkningsnummer 126 från 1945 har deponerats på Motala Industrimuseum. Det användes ursprungligen av AB Fajans Tegelbruk i Falkenberg, från 1963 av Värnamo Nya Tegel AB i Värnamo och från 1967 till 2003 av Hörle Torv AB i Hörle på respektive företags 600 millimeters industribana.

## Rederi
År 1938 övertogs den numera k-märkta bogserbåten S/S Harge av Harge bruk i Bastedalen vid Vättern, tillsammans med pråmarna Oden och Frey i utbyte mot ett industrilok för tegelbrukets industribana med 600 millimeters spårvidd. S/S Harge användes därefter som paketbåt mellan Askersund och Motala under namnet Wulf. Efter en ombyggnad gick hon under en kort period 1959 i passagerartrafik på Kinda kanal under namnet Kind, men ersattes 1960 i det nybildade Bergmanska familjeägda rederiet Rederi AB Kind av den ombyggda brandsprutbåten Phoenix, omdöpt till M/S Kind.
Mellan 1956 och 1975 hade rederiet den numera k-märkta ångbogserbåten Wulf II.